# إيرابادا (فلم)
إيرابادا (بالإنجليزية: Irapada) (وتعني الخلاص (بالإنجليزية: Redemption))، هُو فيلم فوق طبيعي وإثارة نيجيري صدر سنة 2006، وقد أخرجه وأنتجه كانلي أفولايان.